# 红卢奇 (斯拉维扬诺谢尔布斯克区)
48°34′31″N 39°2′30″E / 48.57528°N 39.04167°E
红卢奇（俄语：Красный Луч），乌方称馬穆舍韋（烏克蘭語：Мамушеве）是位於烏克蘭東部的村莊，由盧甘斯克州阿爾切夫斯克區的濟莫希里亞市鎮負責管轄。該村始建於1916年，面積1.48平方公里，海拔高度64米，2001年人口941，人口密度每平方公里635.8人。